# Herpetologia
Herpetologia (gr. ἑρπετον herpeton ‘wąż’, ‘gad’; λογος logos ‘słowo’, ‘dyskusja’) – dział zoologii badający płazy i gady.
W obrębie tej nauki wyróżnia się niekiedy jeszcze batrachologię (płazy) i reptiliologię (gady), ale w zasadzie najczęściej używanym określeniem jest herpetologia. Wspólna nauka badająca dwie osobne gromady to wynik tego, że przez jakiś czas (również za życia Linneusza) płazy i gady były zaliczane do jednej grupy (na podstawie budowy serca). Zmieniło się to dopiero w drugiej połowie XVIII wieku, kiedy wyodrębniona została gromada gadów.